# En attendant l'année dernière
En attendant l'année dernière (titre original : Now Wait for Last Year) est un roman de Philip K. Dick paru en 1966 et édité pour la première fois en France en 1968 aux éditions OPTA.

## Résumé
Dans une Amérique futuriste, le docteur Eric Sweetscent, médecin de talent mais timide et criblé de dettes, est tyrannisé par sa femme Kathy, belle et arrogante, qui collectionne les antiquités du XXe siècle pour le compte d'un milliardaire plus que centenaire. La Terre est soumise à un quasi-dictateur, Gino Molinari, mais celui-ci est « un homme malade, un hypocondriaque démoralisé ». Il a été entraîné contre son gré dans une guerre interstellaire opposant les Lilistariens, humanoïdes sans pitié, aux reegs, dont on ne sait pas grand-chose à part leur apparence insectoïde. Eric devient le médecin traitant de Molinari et découvre que ses maladies à répétition, parfois mortelles (mais la médecine parvient à le ressusciter) sont une stratégie de survie face aux exigences implacables de ses « alliés » lilistariens. Dans cet engrenage d'intrigues où le pouvoir et l'avenir de la Terre sont en jeu, Kathy, puis Eric sont amenés à consommer une drogue mystérieuse, le JJ-180, qui permet de se déplacer dans le temps. Entre le XXe siècle et le proche futur, ils ont acquis le pouvoir de modifier les événements, mais peut-être au prix de leur vie.

## Éditions françaises
- OPTA, collection Club du livre d'anticipation no 15, suivi de À rebrousse-temps, 1968. Cette édition comprend une préface de John Brunner et une postface par Philip K. Dick nommée « Ce que j'écris »
- Le Livre de poche, collection SF no 7000, 1977  (ISBN 2-253-01554-7), réédition en 1987
- Dans Substance rêve, Presses de la Cité, Omnibus no 5, 1993  (ISBN 2-258-03696-8), rééditions en 2000  (ISBN 2-7441-3690-5) et 2002
- Dans Romans 1965 - 1969, J'ai lu, collection Nouveaux Millénaires no 29, 2013  (ISBN 978-2-290-03488-0)